# Zlatan Šehović
Zlatan Šehović (in serbo Златан Шеховић?; Belgrado, 8 agosto 2000) è un calciatore serbo, difensore del Partizan.

## Carriera
Ha giocato nella prima divisione dei campionati serbo, israeliano e kazako.

## Palmarès

### Competizioni nazionali
- Coppa di Serbia: 1

Partizan: 2018-2019